# Mesnard-la-Barotière
Mesnard-la-Barotière é uma comuna francesa na região administrativa da Pays de la Loire, no departamento de Vendéia. Estende-se por uma área de 11,83 km². Em 2010 a comuna tinha 1 498 habitantes (densidade: 126,6 hab./km²).